# Henri Lévy
Pour les articles homonymes, voir Lévy.
HeinrichLévy dit Henri Lévy (né le 7 juin 1883 à Balbronn et mort le 13 août 1942 à Auschwitz) est un rabbin et une personnalité du judaïsme orthodoxe français du début du XXe siècle. Héros des Dardanelles, décoré de la croix de Guerre et de la Légion d'honneur, il est un grand érudit et un homme de dialogue. Il est rabbin de Thionville de 1921 à 1939.
En 1942, il est déporté au camp d'extermination d'Auschwitz où il meurt, en même temps que ses trois belles filles Martha (34 ans), Herta (31 ans) et Félicie Strauss qui est la seule à être revenue vivante.

## Biographie
Henri Lévy naît le 7 juin 1883 à Balbronn dans le Bas-Rhin du mariage d'Iesaias Lévy et de Minette Reiss.
En novembre 1902 il commence ses études rabbiniques au séminaire israélite de France, dont il sort diplômé rabbin le 5 janvier 1909.
A 27 ans, il est nommé rabbin à Mascara, en Algérie, en janvier 1910. Il règle les relations difficiles entre les communautés juives du sud Oranais et l'autorité militaire. Il organise à Mascara et dans les villes alentour des actions caritatives et des comités de bienfaisance.

### Héros de la guerre de 14-18
Lors de la Première Guerre mondiale, en août 1914, il est nommé aumônier militaire de l'armée d'Orient.
Cette armée participe à la dramatique bataille des Dardanelles où 180 000 soldats alliés dont 30 000 Français laissent la vie. Les derniers soldats quittent les Dardanelles en janvier 1916 mais le rabbin Henri Lévy reste avec les troupes de l'Armée d'Orient à Salonique jusqu'en 1918. Il y connaît avec l'ensemble des soldats de son régiment des conditions de vie et d'hygiène très douloureuses et difficiles. Ce n'est que le 15 septembre 1918 que les troupes françaises prennent l'offensive sous le commandement du général Franchet d'Espèrey, forçant la Bulgarie à l'armistice le 29 septembre 1918.
Pendant cette période de guerre, le rabbin Henri Lévy fait preuve de courage en sauvant la vie de plusieurs de ses compagnons blessés. Ces actes de bravoure lui valent la croix de guerre et, dès la fin du conflit, la Légion d'honneur ainsi que le drapeau de son régiment dissout.
Sa participation aux combats des Dardanelles lui permet également de rencontrer des membres des Zion's Corps, des juifs de Palestine incorporés aux troupes britanniques pour combattre aux côtés des alliés. Il fait ainsi la connaissance de Joseph Trumpeldor, responsable des Zion's Corps, et de Meïr Dizengoff, le fondateur de la ville de Tel Aviv. Ces rencontres le rendent sensible à la cause sioniste.

### Retour après la guerre
Après la guerre, Henri Lévy demande à quitter l'Algérie. Le 30 août 1921, le consistoire israélite de la Moselle le nomme Rabbin de la circonscription de Thionville. Dans les mémoires des habitants de Thionville, le rabbin Henri Levy, reste un homme d'une grande érudition, un grand patriote doué d'une éloquence exceptionnelle et d'une grande ouverture d'esprit.
Resté célibataire jusqu'à 40 ans, il épouse à Thionville, le 25 mars 1924, Justine Bruck, veuve Strauss, dont ils élèveront ensemble les filles: Herta Strauss, Marthe Strauss et Félicie Strauss.

### Engagé volontaire pendant la Seconde Guerre mondiale
Lors de la Seconde Guerre mondiale, dès le printemps 1936, alors que la Rhénanie est occupée par Hitler, Henry Lévy adresse au ministre de la Guerre sa volonté d'engagement en cas de nouvelles hostilités.
En septembre 1939, il est nommé aumônier militaire sur le front, à Forbach. Avant de rejoindre son poste, il met en sécurité, au Consistoire de Metz, les objets du culte des communautés évacuées.
Le 7 février 1940, Henri Lévy, avec véhicule et chauffeur, organise une tournée auprès des soldats en ligne. En raison du mauvais état des chemins, la voiture change souvent de direction, jusqu'à se rapprocher des lignes allemandes. Une patrouille militaire l'arrête. Lors de son interrogatoire, à la question posée : « Aviez-vous l'intention de passer à l'ennemi ? », Henri Lévy ne peut s'empêcher de répondre en riant : « Comment moi, juif et rabbin, je pourrais passer chez Hitler ? » L'État-Major transforme cependant en fait grave ce qui n'aurait dû rester qu'une étourderie. Le Rabbin est rayé « du contrôle des aumôniers militaires par mesure disciplinaire » pour « tentative de rapport avec l'ennemi » et « abandon d'un véhicule militaire ». Ardent patriote, Henri Lévy conserve douloureusement les stigmates de cette malencontreuse affaire.

### Déportation
Henri Levy s'installe ensuite à Saumur en Maine-et-Loire, où sa femme meurt peu après. Là, il organise les offices du shabbat, vendredi soir et samedi, et met en place des cours d'instruction religieuse.
Pour les autorités de Vichy, un rabbin ne doit s'occuper que du culte. Or, la plupart des rabbins en poste entreprennent des actions sociales. Dans la France occupée, les rabbins représentent une force morale insufflant aux exclus le courage de résister et les Allemands ont conscience de leur influence. Avec la complicité de la police de Vichy, les Allemands organisent l'arrestation massive des rabbins et des autorités religieuses juives pour désorganiser les services et perturber le fonctionnement des communautés. Le Rabbin Lévy est ainsi l'un des premiers Rabbins à être déporté.
Le jour de la rafle du Vel' d'Hiv', le 16 juillet 1942, il est arrêté à son domicile avec trois de ses belles-filles : Martha Strauss, née le 17 juin 1908 à Thionville est âgée de 34 ans, Herta Strauss, née le 24 avril 1911 à Thionville est âgée de 31 ans et Félicie. Seule Félicie Strauss en revient. Leur dernière adresse est au 16 rue Étienne Baugeois à Saumur en Maine-et-Loire.

### Mort
Henri Lévy est mort le 13 août 1942 à Auschwitz.

## Distinctions
Henri Lévy est nommé chevalier de l'ordre national de la Légion d'honneur et décoré de la croix de guerre 1914-1918.

## Hommage
En 2009, la place Rabbin-Henri-Levy est inaugurée à Thionville.